# Mur-de-Sologne
Mur-de-Sologne è un comune francese di 1 409 abitanti situato nel dipartimento del Loir-et-Cher nella regione del Centro-Valle della Loira.

## Società

### Evoluzione demografica
Abitanti censiti